# Ivanka Matić
Ivanka Matić (Servisch: Иванка Матић) (Vlasenica, 29 mei 1979) is een Servisch basketbalspeelster die uitkomt voor het nationale teams van Joegoslavië, Servië en Montenegro en Servië. 

## Carrière
Matić speelde voor Partizan, Rode Ster Belgrado, Pays d'Aix Basket 13, USO Mondeville, Sparta&K Oblast Moskou Vidnoje, CB Avenida, USK Praag, Challes-les-Eaux Basket, Tarbes Gespe Bigorre, Galatasaray, CSM Târgoviște en Belfius Namur. Ze won de EuroLeague Women finale in 2007 met Sparta&K Oblast Moskou Vidnoje. Ook werd ze Landskampioen van Rusland met die club. Met USK Praag werd ze Landskampioen van Tsjechië in 2009.
Met Servië werd vierde op het Europees kampioenschap basketbal vrouwen 2013.